# László Szuszkó
László Szuszkó är en ungersk kanotist.
Han tog bland annat VM-guld i C-4 500 meter i samband med sprintvärldsmästerskapen i kanotsport 1998 i Szeged.